# 비형식 논리학

논리에 사용되는 논증 용어

비형식 논리학(Informal logic)은 형식적 환경(특정 진술의 사용으로 특징지어짐) 외부의 논리 및 논리적 사고의 원리를 포괄한다. 그러나 "비형식 논리학"의 정확한 정의는 논란의 여지가 있다. 랄프 H. 존슨(Ralph H. Johnson)과 J. 앤서니 블레어(J. Anthony Blair)는 비형식 논리학을 "분석, 해석, 평가, 비판 및 논증 구성을 위한 비형식 표준, 기준, 절차를 개발하는 작업을 수행하는 논리의 한 분야"로 정의한다. 이 정의는 그들의 실천에 내재된 것과 다른 사람들이 비형식 논리학 텍스트에서 무엇을 하고 있었는지 반영한다.
비형식 논리학은 비형식 오류, 비판적 사고, 사고 기술 운동 및 논증 이론으로 알려진 학제간 탐구와 관련이 있다. 프란스 H. 반 에메렌(Frans H. van Eemeren)은 "비형식 논리학"이라는 레이블이 "형식 논리보다 논증 실행에 더 가까운 일반 언어 추론 연구에 대한 규범적 접근 방식의 모음"을 포괄한다고 썼다.

## 같이 보기
- 논증
- 논증 이론
- 비판적 사고
- 반론
- 보조정리
- 언어철학